# Rafał Wawrzyniak
Rafał Wawrzyniak – polski chemik, dr hab. nauk chemicznych, adiunkt Zakładu Chemii Analitycznej Wydziału Chemii Uniwersytetu im. Adama Mickiewicza w Poznaniu.

## Życiorys
W 1992  ukończył studia chemiczne  na Uniwersytecie im. Adama Mickiewicza, natomiast 17  października 1997 uzyskał doktorat za pracę pt. Polisiloksanowe ciekłe fazy stacjonarne z grupami cyjanowymi i tiolowymi dla kompleksacyjnej kapilarnej chromatografii gazowej, a 26 kwietnia 2013 uzyskał stopień doktora habilitowanego nauk chemicznych na podstawie rozprawy zatytułowanej pt. Synteza i właściwości adsorbentów dla kapilarnej kompleksacyjnej chromatografii gazowej.
Został zatrudniony na stanowisku adiunkta w Zakładzie Chemii Analitycznej oraz kierownika w Zespole Dydaktycznym Chemii Ogólnej i Analitycznej na Wydziale Chemii Uniwersytetu im. Adama Mickiewicza w Poznaniu.

## Wybrane publikacje
- 2002: A combined distillation of waste petroleum oil with an addition of waste plastics material[1]
- 2005: Ketoimine modified silica as an adsorbent for gas chromatographic analysis of olefins[1]
- 2012: New plot capillary columns - perspectives of application in the SPME analysis of formation water[1]
- 2012: Characterization of Surface of Trifluorophenylketoiminepropyl Stationary Phase Coated Porous Layer Open Tubular Columns[1]